# Culture des céréales dans les années 1900
Cet article présente l'histoire de la culture des céréales dans les années 1900.

## Années 1900
Les États-Unis dominent la production mondiale de céréales avant la Première Guerre mondiale, avec 261 millions d'hectolitres de blé récoltées en moyenne pour les cinq années 1910-1914, devant les 230 millions d'hectolitres de la Russie, même si cette dernière les a devancés certaines années. L'Inde britannique vient ensuite avec 122 millions d'hectolitres, tandis que la production canadienne n'est pas clairement connue, la république d'Argentine produisant 57 millions d'hectolitres et l'Australie 31 millions d'hectolitres, toutes les deux encore derrière la France, l'Italie, et la Hongrie, les trois premiers producteurs de blé européens, qu'elles vont dépasser pendant la guerre.
Les principaux producteurs de blé en Europe avant la Première Guerre mondiale, en moyenne pour les cinq années 1910-1914, en millions d'hectolitres :
| Pays                                                      | France | Italie | Hongrie | Allemagne | Espagne | Roumanie | Autriche | Iles britanniques |
| Récolte moyenne de blé 1910-1914 (millions d'hectolitres) | 107    | 65     | 60      | 53        | 40      | 30       | 22       | 20                |

### Les «Terres noires» de Russie ont tiré profit de la proximité de la mer Noire
La Russie a vu ses exportations de blé passer de 23 millions de quintaux en 1860 à 126 millions en 1900. Au début du XXe siècle, la région du fleuve Dniepr assure un cinquième des exportations mondiales de blé et de seigle et la totalité de celle de la Russie. Elle produit 10 % du maïs mondial et 40 % de l'orge. Seuls les États-Unis font mieux, par un sextuplement en trente ans : de 9 millions de quintaux en 1866-1870 à 54 millions de quintaux pour la période 1896-1900.
Grâce à des récoltes exceptionnelles en 1909 et 1913, l'Empire russe devient le premier fournisseur mondial de céréales, mais perd ce titre les autres années. Entre 1908 et 1912, il a exporté en moyenne chaque année 513,6 millions de pouds (un poud vaut 16,38 kg) de céréales< avec un maximum de 848 millions pouds en 1910. Malgré cette réussite commerciale, les disettes locales touchent chaque année une région ou l'autre de la Russie au début du XXe siècle : en 1899-1901, les gouvernements ukrainiens sont les plus sinistrés, en 1906-1907 c'est la région de la Volga, en 1909 le Kazakhstan et en 1911 une nouvelle fois la Volga ainsi que l'Oural et la Sibérie occidentale. Les mauvaises récoltes en 1905-1906 et en 1911 ont cependant affecté très modérément l'espérance de vie, contrairement aux famines de 1872, 1882 et 1892. Le boom de l'exportation céréalière n'empêche pas le maintien d'une culture de céréales très pauvre pour beaucoup de paysans. En moyenne, de 1883 à 1898, les disponibilités en céréales et pommes de terre s'élevant à 360 kg par an et par habitant en Russie, contre 500 dans le reste de l'Europe.

### Naissance des coopératives à blé et émigration massive vers l'ouest canadien
Dès les années 1900, la culture du blé devient le pivot de l'économie des Prairies canadiennes, devenues «corbeille à pain du monde», et imprègne leur mode de vie. Entre 1891 et 1914, plus de trois millions de personnes immigrent, majoritairement d'Europe continentale. Le territoire du blé est multiplié par cinq après 1901.
Surfaces semées en blé au Canada entre 1901 et 1921, en millions d'âcres :
| 1901       | 1911        | 1921        |
| 4 millions | 11 millions | 21 millions |

Des vagues successives s'étendent vers l'ouest. La plus importante, près de 7 millions d'acres en plus, soit 40 % du total cultivé en 1931, bénéficiera dans les années 1910 à la province de la Saskatchewan fondée en 1903.
Les surfaces cultivées en blé dans les Prairies, en millions d'acres :
| Province     | Surface de blé en 1901 | Surface de blé en 1911 | Surface de blé en 1921 | Surface de blé en 1931 |
| Manitoba     | 2 millions d'acres     | 3,1 millions d'acres   | 2,8 millions d'acres   | 2,6 millions d'acres   |
| Saskatchewan | 0,5 million d'acres    | 5 millions d'acres     | 11,7 millions d'acres  | 15,2 millions d'acres  |
| Alberta      | 0,1 million d'acres    | 1,6 million d'acres    | 4,9 millions d'acres   | 7 m, 9illions d'acres  |
| Total        | 2,6 millions d'acres   | 10 millions d'acres    | 19,4 millions d'acres  | 25,6 millions d'acres  |

Les Coopératives céréalières au Canada sont nées en novembre 1901, quand une cinquantaine de céréaliers stigmatisent les sociétés de négoce comme leurs « oppresseurs » lors d'une « réunion de l'indignation » organisée par deux paysans John Sibbold et John A. Millar, au centre d'expédition des céréales d'« Indian Head (Saskatchewan) », car la moitié d'une récolte céréalière exceptionnelle est perdue, faute d'espace dans les silos-élévateurs à grains et de wagons du chemin de fer Canadien Pacifique. Ils créent la Territorial Grain Growers' Association, qui dénonce aussi le spéculatif Winnipeg Grain Exchange et va peser sur la Loi de 1902 sur les Grains du Manitoba. Parmi ses dirigeants, Charles Avery Dunning, futur premier ministre de la Saskatchewan et ministre des Finances du Canada.
En 1905, la TGGA se scinde, l'Alberta et la Saskatchewan devenant deux nouvelles provinces du Canada. L'Alberta Farmer's Association fusionne en 1909 avec la Société Canadienne de l'Équité pour créer l'United Farmers of Alberta, non-partisane. En 1913, le gouvernement albertain l'aide à créer l'Alberta Farmers' Co-operative Elevator Company. La Grain Growers' Grain Company, autre coopérative, fondée en 1906, loue 174 Silos-élévateurs à grains, dès 1912 au gouvernement du Manitoba, achète les siens et un moulin à farine, puis fusionne avec celle de l'Alberta en 1917 pour fonder United Grain Growers. Lors de la fusion, l'AFCEC a 103 silos-élévateurs, 122 hangars à charbon et 145 entrepôts et le GGGC a 55 hangars à charbon, 78 entrepôts, 60 silos-élévateurs, et en loue 137 au gouvernement du Manitoba, permettant de traiter près de 28 millions de boisseaux. Dès 1910, le Canada assure près d'un cinquième des exportations mondiales de blé et va passer à la moitié dans les quinze années qui suivent.
Cet exemple inspire le mouvement coopératif en France, qui fonde en 1908 deux fédérations : coopératives de production et les mutuelles régionales de crédit, puis en 1909 une Fédération des syndicats agricoles. En 1910, l'ensemble se regroupe sous la présidence du radical Albert Viger, trois fois ministre de l'Agriculture depuis 1893, en une Confédération nationale de la mutualité, de la coopération et du crédit agricole (FNMCA), qui achète un immeuble au 129 boulevard Saint-Germain à Paris, entre le Sénat et la Chambre des députés, pour faire contrepoids à la conservatrice Société des agriculteurs de France, basée rue d'Athènes.

### Succès fulgurant du blé Marquis
Le blé Hard Red Calcutta, géniteur femelle du blé Marquis, est importé au Canada par Charles Saunders (céréaliste) à des fins expérimentales à la fin du XIXe siècle. Des échantillons sont distribués à des fermiers dans l'ensemble du pays en 1892, mais sans réussir. Comme il mûrit deux à trois semaines avant le blé 'Red Fife', il est récolté avant l'apparition de la rouille, qu'il évite donc. Mais son rendement est jugé trop faible pour une utilisation massive.
En 1904, Charles E. Saunders, devenu directeur de la recherche canadienne sur les céréales, découvre une nouvelle variété, dénommée « Marquis », issue d'un croisement entre le blé Hard Red Calcutta et le blé 'Red Fife'. Ce croisement a probablement été réalisé en 1892 à la Ferme expérimentale d'Agassiz, en Colombie-Britannique, mais sous-utilisé. Il diffère du blé 'Red Fife', par sa tige plus courte, qui ne verse pas, et son grain plus trapu. Mûr 3 à 4 jours avant la plupart des variétés de blé 'Red Fife', il a un bien meilleur rendement que le blé Hard Red Calcutta.
En 1908, cette céréale est expédiée à la Ferme expérimentale de Brandon, dans le Manitoba, et au printemps 1909, sa distribution commence : 400 échantillons sont expédiés à des fermiers, en Saskatchewan, Manitoba, Alberta, Ontario et Québec, et même à Kamloops, en Colombie-Britannique, puis aux États-Unis. Le blé Marquis attire l'attention par la qualité exceptionnelle de son grain et de sa farine, sa précocité (plusieurs jours avant le blé 'Red Fife'), et son rendement élevé. Le ministère de l'agriculture canadienne considère que l'introduction du blé Marquis fut son plus grand triomphe pratique.
En 1912, le Dakota du Nord importe pour la première fois plusieurs wagons de blé Marquis. À Minneapolis, les meuniers remarquent immédiatement ses excellentes qualités meunières et boulangères. La meunerie Toddy Russel Miller, de Minneapolis, commande 100 000 boisseaux. À l'automne 1913, c'est au tour de l'Angus Mackay Farm Seed Company, d'Indian Head, près de Regina. La société nomme le professeur H. L. Bolly, commissaire des grains du Dakota du Nord, pour inspecter les champs. En 1914, un demi-million d'acres américains sont cultivées en blé Marquis, produisant une récolte de 7 millions de boisseaux, dont 3,36 millions pour les Minnesota et Dakota du Nord, tandis que Montana, Iowa, Nebraska, Dakota du Sud et l'État de Washington se partagent le reste. Rapidement, le blé Marquis remplace toutes les variétés de printemps cultivées et même certaines variétés d'hiver. Il est planté sur la moitié des champs américains et 80 % des champs canadiens en 1917, lorsque ces deux pays font un énorme effort de production pour pallier la baisse de près d'un tiers de la production mondiale de blé causée par la Première Guerre mondiale.
La récolte de blé et la proportion de blé Marquis au Canada en 1917 et 1918 :
| Année                             | 1917                      | 1918                      |
| Récolte, en millions de boisseaux | 212 millions de boisseaux | 162 millions de boisseaux |
| Proportion de blé Marquis         | 80 % de marquis           | 80 % de marquis           |

En 1918, à la suite de la flambée des cours de 1917 et de la mauvaise météo de 1916, les fermiers américains et canadiens sèment le blé Marquis sur plus de 20 millions d'acres, du sud du Nebraska au nord de la Saskatchewan, soit une distance de plus de 800 milles.
Récoltes de quatre États américains cultivateurs de blé de printemps en 1917 et part du blé Marquis :
| États                     | Minnesota                  | Dakota du Nord           | Dakota du Sud            | Montana                    | Total des quatre            |
| Récolte 1917              | 59,7 millions de boisseaux | 56 millions de boisseaux | 52 millions de boisseaux | 19,7 millions de boisseaux | 169,7 millions de boisseaux |
| Proportion de blé Marquis | 46 % de marquis            | 43 % de marquis          | 43 % de marquis          | 45 % de marquis            | NC                          |

### Rebond des cours mondiaux entre 1906 et 1909
Le début du XXe siècle va voir aboutir la création d'un nouvel État fédéral, l'Australie, qui voit le jour le 1er janvier 1901, doté d'une constitution ratifiée par le parlement britannique en 1900. Les années 1900 voient un premier doublement de la longueur du réseau ferré australien, qui dépasse les 4 000 miles. Au cours de la seconde moitié des années 1900, les exportations de blé australien vers l'Angleterre se font à des prix moyens en forte hausse, avec une augmentation d'un tiers des volumes exportés entre 1906 et 1909. De tous les blés exportés vers l'Angleterre, le blé australien est le plus onéreux, en raison de sa richesse en gluten et du fait qu'il est facile à transformer en farine. Sur l'ensemble de la décennie, le prix du blé australien passe de 2 shilling et 9 penny (il y a alors 12 penny dans un shilling) par « quart impérial » (quart d'un gallon du système impérial d'unités soit 1,136 522 5 litres), à 4 shilling et 2 penny, une hausse de près de 50 %. La mauvaise récolte anglaise de 1903 est aussi compensée par des importations américaines (5 millions de boisseaux) et argentines (3 millions de boisseaux).
Cette remontée des cours du blé tranche avec l'évolution alors en cours. Entre 1861 et 1903, le prix du Quart (unité) avait été plus que divisé par deux, de 55 à 26 shilling par quart impérial, en passant par 45 shilling en 1881, la baisse s'accélérant ensuite sur les deux dernières décennies du siècle. L'Australie représente seulement 2 % de l'offre mondiale de blé en 1900 et elle va ensuite devenir un grand producteur. L'apport des nouveaux pays fait que la production mondiale stagne entre 1904 et 1908 à environ 3 milliards de boisseaux.